# Ін (грузинська літера)
Ін (ინ, [in]) — дев'ята літера грузинської абетки.
Голосна літера. Вимовляється як українська [ і ] (МФА /i/). За міжнародним стандартом ISO 9984 транслітерується як i.

## Історія
| Асомтаврулі | Нусхурі | Мхедрулі |
| ----------- | ------- | -------- |
|             |         |          |

## Юнікод
- Ⴈ : U+10A8
- ი : U+10D8